# Aleyna FitzGerald
Aleyna FitzGerald (4 de septiembre de 1999) es una modelo australiana conocida por haber ganado la temporada 10 de Australia's Next Top Model.

## Carrera
En 2016, Fitzgerald fue coronada ganadora de la temporada 10 de Australia's Next Top Model. El premio incluía un contrato con Priscilla's Model Management en Sídney y una editorial con Elle Australia.
En marzo de 2017, Fitzgerald debutó en la pasarela para Yves Saint Laurent, Dior, Valentino, y Sacai. Fitzgerald también cerró para Giambattista Valli para la colección otoño 2017. También desfiló para Balmain y Rodarte y figuró en la campaña otoño/invierno 2017 de Balmain por Olivier Rousteing. En septiembre, desfiló para Chanel y Valentino. Fitzgerald también figuró en la editorial de  Harper's Bazaar Australia. 
En marzo de 2018, Fitzgerald desfiló para Balmain y John Galliano en París, Emporio Armani y Moschino en Milán. Apareció en la campaña primavera/verano 2018 de Dolce & Gabbana y desfiló en el desfile de la marca. En agosto, apareció en una editorial de Vogue Taiwán.